# Trichillidium quadridens
Trichillidium quadridens là một loài bọ cánh cứng trong họ Bọ hung (Scarabaeidae).